# Vaidyanath
Vaidyanath es uno de los doce jyotirlingas, lugares sagrados principales dedicados a Shivá. Este lugar se lo disputan tres localidades de la India: el templo de Vaidianath Yiotir-linga, en Deoghar, estado de Jharkhand; el pueblo de Baijnath, en Himachal Pradesh, y la ciudad de Parli, en Maharashtra. El problema se encuentra en los versos del Shivá-purana que hacen referencia a este lugar, de difícil comprensión. Suele aceptarse sin embargo, que el más probable es el primero, que se encuentra en Dehogar, y es al que hacemos referencia aquí.
El templo que se encuentra en Deoghar, al sudoeste de la estación de Keeul, en la línea férrea Patna-Calcuta, es un complejo que consiste en el templo principal de Baba Vaidyanath, donde se encuentra el yiotirlinga, y otros 21 templos en un espacioso recinto.
El templo es visitado cada año por cerca de un millón de peregrinos. Es famoso por la mela o reunión del mes hindú de Shraavana, entre julio y agosto. En ese momento, se pueden reunir aquí entre 7 y 8 millones de personas que traen agua del Ganges, recogida en Sultangunj, a más de 100 km de Deoghar.

## La leyenda
Se dice en el Shivá-purana que el rey demonio Rávana intentó engañar a Shivá para convertir su reino de Sri Lanka en invencible, llevándose allí un lingam desde el monte Kailash para que Shiva fuera con él. Los demás dioses no estuvieron de acuerdo con este plan. En el camino, Rávana tuvo una necesidad, y buscó a alguien para que le sostuviera el lingam. En esas, apareció Ganesha, que lo agarró y se las ingenió para dejarlo en el suelo, de donde Rávana no fue capaz de moverlo de nuevo. No obstante, el demonio empezó a adorar a Shivá inmediatamente en ese lugar, y le ofreció sus diez cabezas, una a una.
Agradecido, Shivá descendió a la Tierra y sanó a Rávana. Al actuar como un médico, se hace referencia a él como vaidhia, que significa ‘curandero’. El nombre de este templo deriva del aspecto de Shivá como sanador.
Otra leyenda cuenta que Vaidyanath es uno de los 52 templos de SalSati, los Shakti Pitha (śakti pita). Se dice que aquí yace el corazón de la diosa.

## Vaidyanatha en los otros lugares
- https://web.archive.org/web/20101130120310/http://shaivam.org/siddhanta/sp/spjyoti_vaidyanath.htm (Parli)
- http://www.religiousportal.com/BaijnathVaidyanathaJyotirlinga.html (Baijnath)

- Datos: Q1089897
- Multimedia: Baidyanath Jyotirlinga, Deoghar / Q1089897